# 高文然
高文然（1910年—1999年），曾用名高云霄，山东昌乐县人。中国人民解放军将领。

## 生平
1937年10月，参与发动、组建了山东省第八区抗日别动队第十七大队，1938年1月正式成立后任中队长。1938年2月，参加八路军鲁东抗日游击队第七支队第二大队，任中队长，4月加入中国共产党，12月随队合编于山东纵队，任八支队十一大队队长。1940年3月任山东鲁中军区一团二营营长，10月调任山东纵队一旅一团团参谋长。1945年8月任山东鲁中军区四师十团团长。1948年7月任第三野战军二十六军七十六师师长。1949年11月任鲁中军区副参谋长。1951年8月后任鲁中军区参谋长、浙江省军区副参谋长等职。